# 胡德縣 (德克薩斯州)
胡德縣（英語：Hood County）位美國德克薩斯州北部的一個縣。面積1,131平方公里。根据美國2000年人口普查，共有人口41,100人。縣治格林伯里（Granbury）。
成立於1866年11月2日，縣政府成立於同年12月25日。縣名紀念田納西軍司令官的約翰·B·胡德（John Bell Hood）。